# Danylo Stachura
Danylo Stachura, cyrilicí Данило Стахура (21. prosince 1860 Polany, dnes Okres Jasło – 20. prosince 1938 Praha), byl rakouský právník a politik ukrajinské (rusínské) národnosti z Haliče, na počátku 20. století poslanec Říšské rady, v meziválečném období žil v Československu.

## Biografie
Pocházel z rodiny soukromého úředníka. Vystudoval gymnázium v Přemyšli a absolvoval práva na Lvovské univerzitě. Jako advokátní koncipient pracoval v Ternopilu. V době působení v parlamentu je profesně uváděn jako advokát v Sambiru.
Byl veřejně a politicky aktivní. Byl předsedou politického spolku Okružna rada a spolku Prosvita v Sambiru. Uvádí se rovněž jako předseda místní společenské organizace Ukrajinska besida. Patřil do Ukrajinské národně demokratické strany.
Působil také coby poslanec Říšské rady (celostátního parlamentu Předlitavska), kam usedl ve volbách do Říšské rady roku 1907, konaných poprvé podle všeobecného a rovného volebního práva. Byl zvolen za obvod Halič 67.
V době svého působení na Říšské radě je uváděn coby člen Ukrajinské národně demokratické strany. Po volbách roku 1907 byl na Říšské radě členem Rusínského klubu.
Na počátku první světové války se stal členem Ukrajinské národní rady ve Lvově a byl roku 1914 odtud odvlečen ruskými vojsky do Simbirsku, kde byl držen po tři roky. Po návratu působil v letech 1918–1919 jako starosta Sambiru.
Později se přestěhoval na Podkarpatskou Rus, kde působil jako soudce. Byl soudcem krajského soudu v Berehovu a podílel se na činnosti místních poboček spolku Prosvita. Po odchodu do penze pobýval v Užhorodu. Měl dva syny, Romana a Mychajla. Oba pracovali jako advokáti na Podkarpatské Rusi.
Zemřel v prosinci 1938 v Praze krátce poté, co sem dorazil z Perečína (předtím bydlel v Užhorodu, na podzim 1938 zabraném Maďarskem). Zemřel náhle v bytě své dcery na Žižkově.